# سگ باسکرویل (فیلم ۱۹۲۱)
«سگ باسکرویل» (انگلیسی: The Hound of the Baskervilles (1921 film)) یک فیلم به کارگردانی موریس الوی است که در سال ۱۹۲۱ منتشر شد. از بازیگران آن می‌توان به ایل نوروود و لوئیس گیلبرت اشاره کرد.